# Albert August Wilhelm Deetz

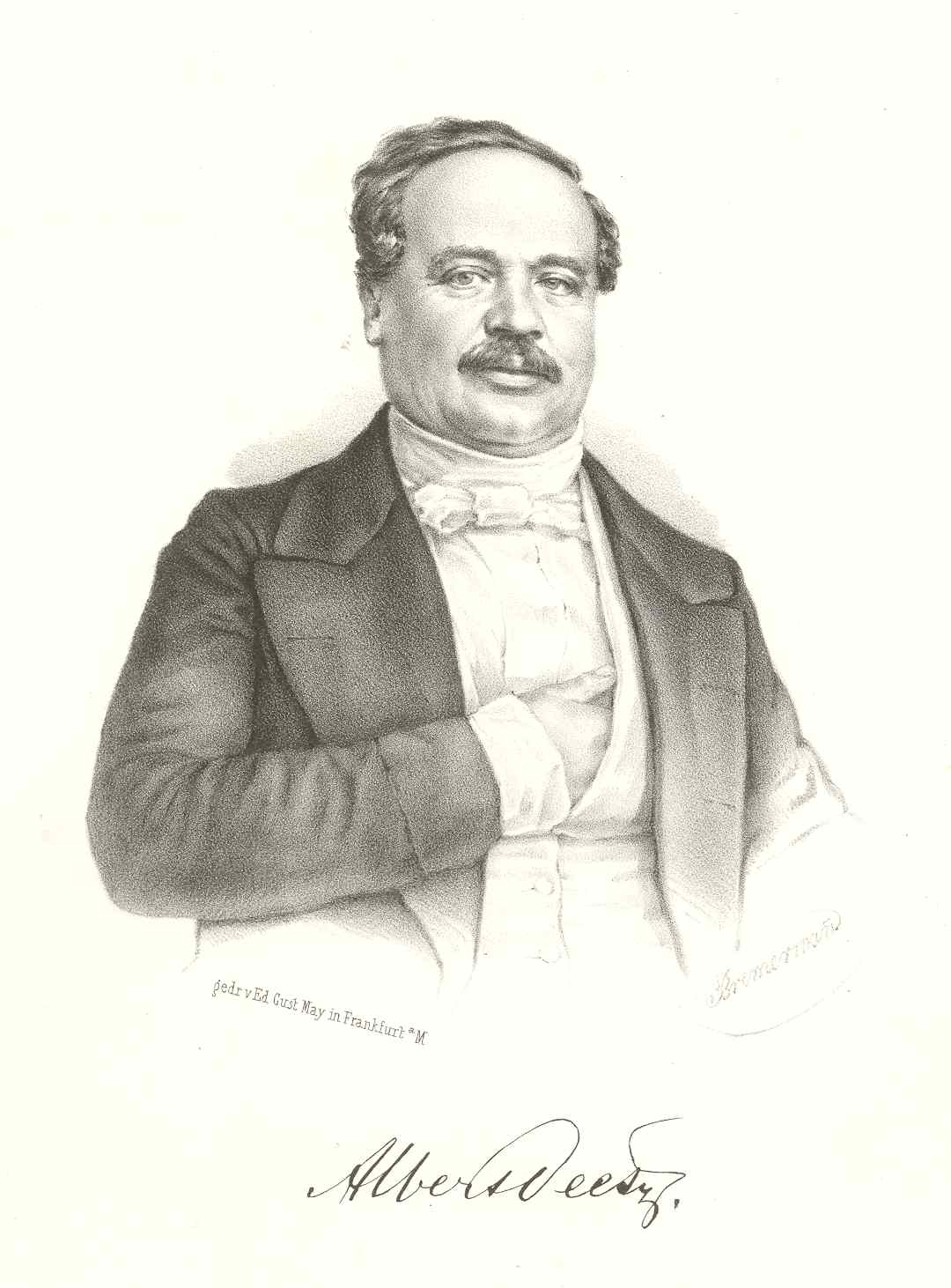
Albert Deetz

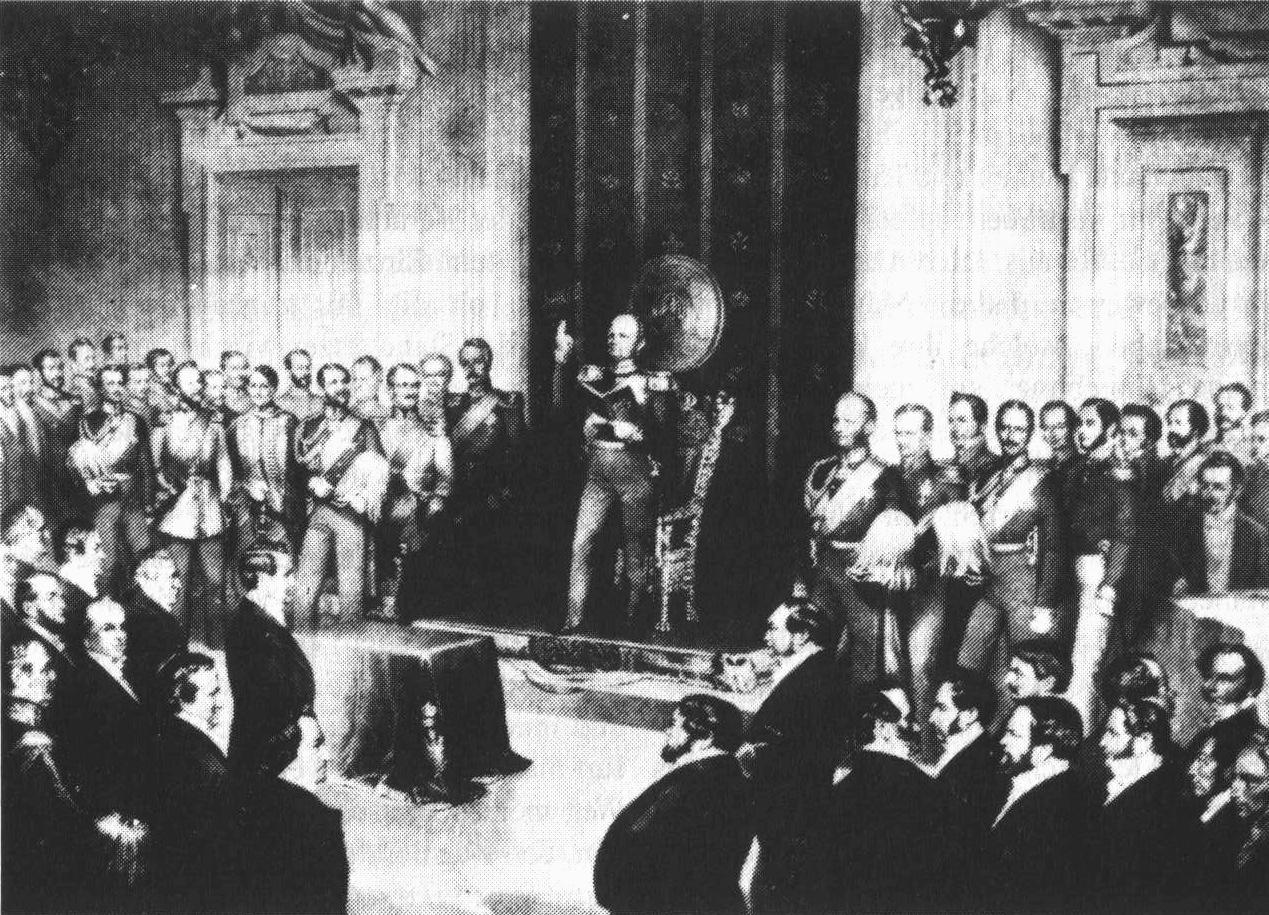
Die Kaiserdeputation bei König Friedrich Wilhelm IV. von Preußen – vorne links Albert Deetz

Albert August Wilhelm Deetz (* 26. Januar 1798 in Berlin; † 17. Juni 1859 in Minden) war preußischer Soldat und Abgeordneter der Frankfurter Nationalversammlung.

## Werdegang
Albert Deetz war Sohn des Kaufmanns Johann Carl Deetz und der Ludovica Jauch.
Deetz war vom 18. Mai 1848 bis zum 12. Mai 1849 Abgeordneter für Wittenberg (Sachsen) in der Frankfurter Nationalversammlung. Er war Mitglied der Kaiserdeputation, jener gewählten Abordnung der Frankfurter Nationalversammlung, die am 3. April 1849 dem preußischen König Friedrich Wilhelm IV. die deutsche Kaiserkrone anbot, und im Marineausschuss vertreten. Er gehörte zeitweise der Fraktion Café Milani an und zeitweise der Fraktion Casino.
Bei der Septemberrevolution 1848 zeichnete sich Deetz durch seine Tapferkeit aus, trug wesentlich zum Waffenstillstand an der umkämpften Konstablerwache bei und wollte auch dem Fürsten Lichnowsky zu Hilfe eilen, traf jedoch nur noch den bereits tödlich verwundeten Fürsten an.
Deetz diente in den Jahrzehnten vor 1848 beim preußischen Militär. 1818 war er Secondelieutenant in der 3. Artillerie-Brigade in Torgau, 1833 Premierlieutenant, 1840 Kapitän und Kompanie-Chef in Wittenberg, 1847 Artillerie-Offizier vom Platz in Magdeburg, 1848 Major und Wittenberger Stadtkommandant. Später war er Chef des Zentralbureaus des Reichskriegsministeriums und 1848–1854 im Range eines Majors Kommandant von Frankfurt am Main. Er beendete seine Laufbahn, nachdem er 1854 Major und Stadtkommandant in Spandau war, als Oberst und Stadtkommandant von Minden 1855–1856.

## Zitat
„In Frankfurt logirte ich im Hotel de Russie; an der table d'hote saß der Fürst Lynar und der Graf Leiningen, in österreichischer Uniform; weiter eine ganze Hetze von Bundestagsgesandten. Die Konversation war mittelmäßig, der Wein war schlecht. ... Aber ich machte dort noch die Bekanntschaft einer sehr liebenswürdigen Parlaments-Ruine, in der Person des Stadtkommandanten von Frankfurt, des preußischen Oberst von Deetz.“ (Georg Weerth 1852 an Friedrich Engels). 

## Auszeichnungen
- Commandeurskreuz des Ordens vom Zähringer Löwen am 20. November 1849
- Komturkreuz 2. Klasse des Ordens Philipps des Großmütigen mit Schwertern
- Ritterkreuz des Guelphen-Ordens
- Eine goldene, mit Brillanten besetzte Dose mit dem Wappen der Freien Stadt Frankfurt durch den Senat der Stadt am 18. September 1849
- Einen Säbel von der Einwohnerschaft Frankfurts